# 中国地震局离退休干部办公室
中国地震局离退休干部办公室，简称地震局离退办，是中国地震局直属的内设职能机构。该办负责地震系统离退休干部管理工作。
地震局离退办下设老干部合唱团、老年文化体育协会、老干部活动中心和老年大学等处室。

## 历史
1971年8月2日，中华人民共和国国务院决定调整原中国科学院下属的各地震研究部门，组建国家地震局，领导全国地震工作，开展地震观测、预报和科学研究，国家地震局设置离退休干部办公室。
1999年，国务院办公厅在其印发的《中国地震局职能配置内设机构和人员编制规定》中，决定将国家地震局改组为“中国地震局”，中国地震局设置离退休干部办公室。

## 职能
中国地震局离退休干部办公室包括9项职能，主要涵盖地震系统离退休干部管理工作方面。中国地震局离退休干部办公室的具体职能如下，
- 负责指导京区直属单位和局机关党的建设；
- 受党组委托，指导京外单位党建工作；
- 承担地震系统精神文明建设领导小组办公室职责；
- 会同有关部门，做好局党组民主生活会和中心组学习的服务保障工作；
- 负责宣传、统战工作；
- 指导党组织配合行政领导做好思想政治工作、稳定工作；
- 领导直属机关纪律检查工作；
- 领导直属机关工、青、妇等群众组织工作；
- 管理中国地震局党校。